# Carlos Vera
Carlos Alfredo Vera Rodríguez (ur. 25 czerwca 1976) – ekwadorski sędzia piłkarski oraz międzynarodowy sędzia piłkarski FIFA od roku 2006.
W swojej karierze sędziował mecze Kwalifikacyjne strefy CONMEBOL do Mistrzostw Świata w Piłce Nożnej 2014 oraz został wyznaczony do sędziowania meczów Mistrzostw Świata w Piłce Nożnej 2014.